# Киселёв, Алексей Алексеевич (футболист)
Алексей Алексеевич Киселёв (1 октября 1969) — российский футболист, игрок в мини-футбол. Известен своими выступлениями за московские клубы «Минкас» («Спартак»), КСМ-24, ЦСКА, югорскую «ТТГ-Яву» и «Норильский никель». Выступал за сборную России по мини-футболу. Заслуженный мастер спорта России.

## Биография
Начинал в дубле московского ЦСКА, в 1992 году играл за футбольный клуб «Трестар», после чего принял решение перейти в мини-футбол. В Высшей лиге дебютировал в составе московского «Минкаса», а позднее стал с ним обладателем Кубка России по мини-футболу 1994 года. Затем играл в московском КСМ-24, а в 1998 году вернулся в «Минкас», который вскоре был переименован в «Спартак». Впоследствии выступал в Высшей лиге/Суперлиге за «ТТГ-Яву», «Норильский никель» и ЦСКА, пока в 2004 году не перебрался в клуб Высшей лиги (к тому моменту так назывался второй по уровню дивизион) казанский Приволжанин. После расформирования казанского клуба играл за другие команды Высшей лиги — иркутскую «Звезду» и глазовский «Прогресс».
В сезоне 1994—1995 признавался лучшим игроком чемпионата России, также четырежды (в сезонах 1995—1996, 1996—1997, 1998—1999 и 2000—2001) признавался лучшим нападающим.
В составе сборной России по мини-футболу завоёвывал бронзовые награды чемпионата мира 1996 и серебряные награды чемпионата Европы 1996.

## Достижения
- Бронзовый призёр чемпионата мира по мини-футболу 1996
- Серебряный призёр чемпионата Европы по мини-футболу 1996
- Победитель студенческого чемпионата мира по мини-футболу 1994
- Обладатель Кубка России по мини-футболу: 1994

Личные:
- Лучший игрок чемпионата России 1994/95
- Лучший нападающий чемпионата России (4): 1995/96, 1996/97, 1998/99, 2000/01